# Investitionskredit
Unter Investitionskredit versteht man Bankkredite, die der Finanzierung von Investitionen in Unternehmen, Gemeinden oder bei Selbständigen dienen.
Bankkredite lassen sich unter anderem auch nach dem vorgesehenen Verwendungszweck des Kredits unterscheiden. Dabei gibt es bei Unternehmen und Selbständigen als Kreditnehmer neben dem Investitionskredit noch die Betriebsmittelkredite, die der Sicherung der Liquidität dienen. Während letztere kurzfristig sind (meistens < 1 Jahr Laufzeit), haben Investitionskredite Laufzeiten von 4 Jahren bis zu 15 Jahren und werden mit der betrieblichen Nutzungsdauer der finanzierten Vermögensgegenstände synchronisiert. Investitionskredite gelten bei Kreditinstituten im Rahmen des Kreditgeschäfts als Bankgeschäft im Sinne des § 1 Abs. 1 Nr. 2 KWG.

## Kreditzweck
Investitionskredite oder Objektfinanzierungen gibt es für Immobilien (Wohn- und Gewerbeimmobilien), im Flugzeugbau und im Schiffsbau. Bei Unternehmensfinanzierungen werden sie im Sachanlagevermögen durch Neu-Investitionen, Ersatzinvestitionen, Modernisierungen oder Erweiterungsinvestitionen eingesetzt. Hierzu gehören die Anschaffung von Betriebs- und Geschäftsausstattung, Maschinen, des Fuhrparks, der Kauf von betrieblich zu nutzenden Grundstücken und ihre Bebauung mit Betriebsgebäuden. Auch die Finanzierung des Erwerbs immaterieller Vermögensgegenstände (Patente, Lizenzen), einer Beteiligung oder eines ganzen Unternehmens (Unternehmenskauf oder fremdfinanzierte Übernahme) im Finanzanlagevermögen gehört zu den Investitionskrediten. Zudem ist auch die Finanzierung von Forschungs- und Entwicklungsvorhaben zu den Investitionskrediten zu rechnen. Da die Investitionen regelmäßig im langfristig vorhandenen Anlagevermögen getätigt werden, orientiert sich die Laufzeit der Investitionskredite an der Nutzungsdauer (Abschreibungsdauer) der finanzierten Vermögensgegenstände. Nach § 103 Abs. 1 GemO Rheinland-Pfalz dürfen Investitionskredite nur für Investitionen und Investitionsförderungsmaßnahmen und zur Umschuldung von Investitionskrediten aufgenommen werden; das gilt analog in den meisten Bundesländern.

## Kreditbedingungen
Kreditinstitute verlangen in ihren Kreditkonditionen im Regelfall den Einsatz von Eigenkapital zwischen 10 % und 25 % der Investitionssumme, Vollfinanzierungen bilden die Ausnahme. Durch den Eigenkapitaleinsatz kann das Kreditrisiko verringert werden, während der Kreditnehmer hierdurch auch die Übernahme eines eigenen finanziellen Risikos beweisen kann. Außerdem wird hierdurch die Einhaltung der goldenen Bilanzregel gefördert. Als Beleihungsunterlagen kommen je nach Investitionsgut Kaufverträge über gekaufte Büromöbel, Maschinen, Fahrzeuge oder Grundstücke, Finanzpläne und Cashflow-Rechnungen über die zu erwartenden Zahlungsströme der geplanten Investition in Frage. Wegen der Langfristigkeit werden Investitionskredite regelmäßig besichert. Als Kreditsicherheiten kommen üblicherweise die angeschafften Investitionsgüter in Frage, die im Wege der Sicherungsübereignung (Maschinen), Sicherungsübereignung von Kraftfahrzeugen oder Grundschulden (Grundstücke) zum Einsatz kommen. Meist wird der Kredit streng zweckgebunden zur Verfügung gestellt. Seine Rückzahlung erfolgt in der Regel als Ratenkredit (orientiert an den Abschreibungsrückflüssen) oder auch endfällig, das Annuitätendarlehen kann bei der Finanzierung von Betriebsgrundstücken vorkommen.